# 666 (The Apocalypse of John, 13/18)
666 (The Apocalypse of John, 13/18) (generalmente conocido como 666) es el tercer álbum conceptual doble del grupo Aphrodite's Child, lanzado en 1972 por Vertigo Records.   
Es uno de los discos de culto de la historia del rock sinfónico, y sigue siendo popular entre los aficionados de hoy, siendo asimismo el final de Aphrodite's Child como banda, y el primer vehículo que sirvió para catapultar el proyecto artístico de Vangelis Papathanassiou en solitario.    
De este trabajo, la pieza musical titulada "The Four Horsemen" (que inspiró luego la "suite" de 19 minutos "Awaken" del grupo Yes), de estilo musical radiable, obtuvo un moderado éxito, tanto como la canción "Break", de estilo musical pop.    
666 no sólo fue una adaptación de los pasajes bíblicos del mismo nombre, sino que también se desarrolló como un álbum ambicioso y experimental, tanto en la lírica como en la composición, incluyendo una pieza curiosa en la que la actriz griega Irene Papas lucha por cantar un mantra, mientras emite gritos de histeria y clímax sexual.

## Composición y estilo musical
Esencialmente, 666 fue un concepto de Vangelis creado en conjunto con el letrista Costas Ferris, decididamente volcado al rock progresivo, a diferencia de los dos álbumes anteriores de la banda, que se caracterizaban por su pop psicodélico suave y comercial.   
La música en sí fue un impresionante despliegue de las capacidades de Vangelis, combinando el rock psicodélico y progresivo con instrumentos étnicos, canto coral, recitales, y la utilización de los más avanzados sintetizadores y teclados de la época.     
Con el tiempo, el álbum llegó a ser reconocido como una de las obras más significativas y peculiares de la época dorada del art rock, y un claro ejemplo de la definición de lo que es un álbum conceptual.  
La importancia de este trabajo fue tal, que 666 se tornó un sinónimo del Vangelis más progresivo y sinfónico, valiéndole en 1974 una tentadora oferta de Jon Anderson para integrarse al grupo Yes, tras la salida del teclista Rick Wakeman.

## Controversias
La grabación se llevó a cabo en los estudios Europa-Sonor de París, Francia, entre fines de 1970 y principios de 1971, pero la compañía discográfica de la banda -Mercury Records- tardó en convencerse de la oportunidad de lanzar el álbum, tanto por su duración como por su título, experimentación musical, y sobre todo por el tema "∞" (infinito), en el que destaca la simulación de un orgasmo femenino por la actriz Irene Papas, mientras repetía la frase "I am... I am... I am to come... I was..." ("Estoy... estoy a punto de venirme... estaba..."), junto a ritmos obsesivos y percusiones contundentes.
El tema terminó siendo recortado a tan sólo cinco minutos, extraídos de una pieza que originalmente duraba 39, todo grabado de una sola toma. 
Además hubo otra discordia por la nota de portada que decía "Este disco fue grabado bajo la influencia de Sahlep".
En un principio se conjeturó que "Sahlep" pudiese ser una droga o algún tipo de ritual oculto, pero de hecho sólo era una bebida caliente tradicional de Turquía, también largamente consumida en Grecia y antiguamente considerada un potente afrodisíaco en la antigua Roma.
Mercury Records finalmente accedió a lanzar 666, un año después de que estuviera terminado, y a través de su filial de rock progresivo Vertigo Records; el doble álbum vio la luz cuando tanto Vangelis, como el vocalista Demis Roussos y Lucas Sideras ya habían emprendido carreras en solitario.
El álbum fue lanzado originalmente en 1972 en Francia, Reino Unido, Alemania, EE. UU..
También fue editado en Brasil, aunque en una versión abreviada de un LP solamente titulada Break, y con una portada completamente diferente, mientras que en Grecia apareció en 1974.
En España sólo se publicó el sencillo "Break" en 1972, la edición del álbum fue vetada por el franquismo, el cual recién vio la luz cuando se relanzó en CD para Europa, a fines de los '80.

## Críticas y reconocimientos
Los seguidores actuales y los críticos suelen ver al álbum 666 como el mejor esfuerzo del grupo Aprodite's Child.  Allmusic da 4 estrellas y media (a pesar de que su revisión dice que "todo el álbum eventualmente se puede tornar demasiado abrumador cuando se escucha de una sola vez").  
IGN clasificaron al álbum como el número tres de su lista de "veinticinco mejores álbumes de rock progresivo", mientras que en el "Q & Mojo Classic Special Edition Pink Floyd & the Story of Prog Rock", 666 fue colocado en el puesto cuarenta en su lista de "40 álbumes de rock cósmico".
Mientras unas críticas reconocían al trabajo como pionero del rock sinfónico, por otro lado, la censura en algunos países se debió a los supuestos mensajes satánicos y/u obscenos que contendría dicha obra. 
Además, en Estados Unidos la frase "do it" (hazlo), del segundo vinilo fue suprimida, mientras que en otros países se le vetó por la intervención de Irene Papas, antes ya mencionada.
666 es considerado como uno de los álbumes más influyentes de su época y todo un hito de la música conceptual, y ha sido alabado, entre otros, por el pintor Salvador Dalí: el mismo Dalí organizó una fiesta de lanzamiento del álbum en Barcelona, la cual no pudo llevarse a cabo.

## Lista de temas
Cara A
1. "The System" - 00:23
2. "Babylon" - 02:47
3. "Loud, Loud, Loud" - 02:42
4. "The Four Horsemen" - 05:53
5. "The Lamb" - 04:34
6. "The Seventh Seal" - 01:30

Cara B
1. "Aegian Sea" - 05:22
2. "Seven Bowls" - 01:28
3. "The Wakening Beast" - 01:11
4. "Lament" - 02:45
5. "The Marching Beast" - 02:00
6. "The Battle Of The Locusts" - 00:56
7. "Do It" - 01:44
8. "Tribulation" - 00:32
9. "The Beast" - 02:26
10. "Ofis" - 00:14

Cara C
1. "Seven Trumpets" - 00:35
2. "Altamont" - 04:33
3. "The Wedding of the Lamb" - 03:38
4. "The Capture of the Beast" - 02:17
5. "∞" - 05:15
6. "Hic et Nunc" - 02:55

Cara D
1. "All the Seats Were Occupied" - 19:21
2. "Break" - 02:59

## Integrantes
Composición
- Concepto, libro y letras de Costas Ferris.
- Toda la música compuesta por Vangelis Papathanassiou.

Músicos
- Anargyros "Silver" Koulouris - guitarra, percusión, guitarra barítono.
- Demis Roussos - bajo eléctrico, guitarra, voz, coros.
- Lucas Sideras - batería, voz, coros.
- Vangelis Papathanassiou - órgano, bajo, flauta, percusión, piano, teclados, coros, vibráfono.

## Músicos invitados
- John Forst - Narrativa.
- Halkitis Harris - bajo, percusión, conga, batería, saxo, saxo tenor, voz, coros, caja.
- Irene Papas - voz en "∞".
- Michel Ripoche - trombón, saxo, saxo tenor.
- Vannis Tsarouchis - voz.

## Producción
- Hans Brethouwer - masterización.
- Gerard Fallec - coordinación de producción.
- Minoru Harada - jefe de producción.
- Roger Roche - ingeniero.
- Hitoshi Takiguchi - ingeniero de masterización.
- Kiyoshi Tokiwa - coordinador de arte.
- Vangelis Papathanassiou - productor.